# Коронавірусна хвороба 2019 у Сальвадорі
Спалах коронавірусної хвороби 2019 у Сальвадорі — це поширення пандемії коронавірусної хвороби 2019 на територію Сальвадору. Перший випадок хвороби в країні зареєстрований 13 березня 2020 року в місті Метапан департаменту Санта-Ана. Станом на 2 жовтня 2020 року у Сальвадорі зареєстровано 29358 випадків хвороби, 857 хворих померли, 24175 хворих одужали. На цей день у Сальвадорі заарештовано 2424 особи за порушення карантину, в країні проведено 403345 тестувань на коронавірус. 31 березня в країні зареєстрована перша смерть від коронавірусної хвороби.
Організація «Transparency International» навела Сальвадор і Колумбію як приклади «вибуху порушень і випадків корупції», пов'язаних із боротьбою з пандемією в Латинській Америці. Міністерство охорони здоров'я та міністерство фінансів країни разом з іншими 18 державними установами тривалий час перебували під розслідуванням генеральної прокуратури.

## Хронологія

### Березень 2020 року
6 березня уряд Сальвадору оголосив жовте попередження в країні через кілька годин після того, як Коста-Рика повідомила про перший підтверджений випадок у країні.
11 березня, після того як ВООЗ оголосило пандемію коронавірусної хвороби, президент Сальвадору Наїб Букеле повідомив про призупинення всієї освітньої діяльності в державних та приватних навчальних закладах по всій країні на 21 день, після чого відбулося подання до законодавчої асамблеї країни щодо оголошення в країні надзвичайної ситуації та надзвичайного стану, незважаючи на відсутність у Сальвадорі підтверджених випадків коронавірусної хвороби. Голова комітету з захисту прав людини Сальвадору Аполоніо Тобар назвав дії уряду «імпровізованими». 13 березня Наїб Букеле оголосив у країні стан червоної тривоги. Уночі 14 березня введені в дію два укази президента, якими оголошено в країні надзвичайну ситуацію на 30 днів та надзвичайний стан на 15 днів, що супроводжується обмеженням пересування людей.
16 березня виник дипломатичний конфлікт між Сальвадором і Мексикою, унаслідок того, що президент Букеле звинуватив мексиканський уряд у безвідповідальності, причиною чого став дозвіл уряду сісти на літак, який прямував до міжнародного аеропорту Сальвадору, десятку людей з COVID-19. Міністр закордонних справ Мексики Марсело Ебрард заявив, «що всі рейси до Сальвадору, включаючи той, який згадав президент [Букеле], скасовано»; окрім того, заступник міністра охорони здоров'я Мексики Уго Лопес-Гател Рамірес спростував звинувачення та заявив, що тести показали, що особи, про яких йде мова, не інфіковані коронавірусом.
17 березня президент країни заборонив громадські заходи за участі понад 500 осіб, заборонив більшість міжнародних авіарейсів, та закрив навчальні заклади. Проводиться епідемічне розслідування щодо лікаря-інфекціоніста, який не перебував у карантині після повернення з Німеччини.
18 березня президент країни повідомив про перший підтверджений випадок коронавірусної хвороби в Сальвадорі, який був виявлений в Національній лікарні «Артуро Моралес» у місті Метапан. Випадок зареєстровані в чоловіка, який нещодавно перебував в Італії, де, імовірно, він був інфікований. Ще два випадки хвороби підтверджені 20 березня.
21 березня у Сальвадорі оголошено про запровадження 30-денної комендантської години унаслідок епідемії коронавірусної хвороби.
27 березня уряд створив вебсайт, де люди могли б проконсультуватися з приводу допомоги в питаннях щодо COVID-19, проте він перестав працювати на вихідних 28–29 березня.
29 березня законодавча асамблея Сальвадору прийняла нову постанову про продовження режиму карантинних обмежень ще на 15 днів.
30 березня сотні громадян країни вийшли на акцію протесту з вимогою видачі їм обіцяної допомоги.
31 березня в Сальвадорі померла перша хвора від коронавірусної хвороби — жінка старіша 60 років, яка прибула з США 12 березня, та потрапила до лікарні в критичному стані.

### Квітень 2020 року
1 квітня за повідомленням офіційний вебсайту уряд, у країні рішенням уряду створено 96 карантинних центрів, в яких утримувалось 4276 осіб. Окрім того, підтверджено другу смерть від коронавірусної хвороби в країні, помер 89-річний чоловік із Сан-Франциско-Готера, у якого був негативний результат у першому тесті, але другомий, проведений 31 березня, був позитивним.
2 квітня підтверджено ще 5 нових випадків хвороби, унаслідок чого кількість випадків у країні зросла до 46.
3 квітня уряд країни підтвердив третю смерть у країні від коронавірусної хвороби — 60-річного чоловіка, який повернувся із США 14 березня з проявами симптомів COVID-19, позитивний результат у якого підтверджено 30 березня.
4 квітня уряд країни повідомив про два одужання після коронавірусної хвороби — 37-річного чоловік, який прибув з Італії, та 46-річного чоловіка, який прибув з Іспанії.
6 квітня президент Наїб Букеле оголосив, що обов'язковий домашній карантин буде продовжений ще на 15 днів, починаючи з 20 квітня, оскільки останній термін карантину закінчується 19 квітня. Президент країни також повідомив, що наказав поліції бути більш суворою, щоб гарантувати дотримання карантинних заходів, які запровадив уряд. Представники уряду також повідомили, що до цього дня в країні зареєстровано 78 підтверджених випадків хвороби, повідомлено про ще одну смерть та три одужання. Окрім того, уряд повідомив про четверту смерть від коронавірусної хвороби в країні — 41-річного чоловіка, який прибув з Гватемали 15 березня.
7 квітня повідомлено про п'яту смерть у країні — 69-річного лікаря-хірурга, який прибув до країни з Канади.
9 квітня повідомлено про шосту смерть від коронавірусної хвороби в країні.
11 квітня уряд відкрив дві лікарні для обслуговування до 500 інфікованих COVID-19: першу в Хикіліско та другу в Теколука.
15 квітня Міжнародний валютний фонд оголосив про надання Сальвадору 389 мільйонів доларів з метою відновлення найбільш постраждалих галузей економіки.
16 квітня Верховний суд Сальвадору постановив, що уряд не може конфіскувати транспортні засоби або майно, та арештовувати людей за те, що вони нібито не виконували карантинні заходи, не схвалені конгресом країни. Президент країни заявив про те, що він не буде виконувати цю постанову. За порушення карантинних обмежень вже було заарештовано понад 2 тисячі осіб. Також цього дня повідомлено про сьому смерть від коронавірусної хвороби, 4-річної дитини, яка померла в лікарні Блум.
22 квітня уряд підтвердив восьму смерть від коронавірусної хвороби, 62-річного чоловіка, який повернувся із США.
Після спалаху насильства у в'язниці наприкінці квітня, в результаті якого загинуло 77 осіб, президент Букеле 26 квітня розпорядився про сувору ізоляцію в'язниці, в яких стався спалах насильства. Після придушення спалаху насильства покарані були зачинені в переповнених камерах майже на цілу добу; самі камери забарикадували фанерою та металевими листами; сигнали мобільного зв'язку та Wi-Fi були заблоковані, а членів конкуруючих банд змішали між собою. Організація Human Rights Watch розкритикувала таке поводження з ув'язненими як приниження їх гідності та загрозу їх здоров'ю в умовах епідемії коронавірусної хвороби в країні.
27 квітня було підтверджено дев'яту смерть від коронавірусної хвороби — 48-річного чоловіка, який мав ниркову недостатність.
30 квітня в країні зареєстровано десяту смерть від коронавірусної хвороби — 56-річного чоловіка, який інфікувався внаслідок внутрішньої передачі вірусу.

### Травень 2020 року
«Центри стримування», створені за ініціативою президента Наїба Букеле, де тисячі сальвадорців утримуються більше місяця без судового рішення, зазнали критики з боку захисників прав людини. Станом на 17 травня уряд повідомив про 1265 випадків коронавірусної хвороби, та 26 померлих від COVID-19.

### Червень 2020 року
22 червня президент Букеле відкрив першу чергу лікарні Ель-Сальвадор, перебудованої з колишнього міжнародного виставкового центру і конференц-центру в Сан-Сальвадорі. Під час урочистого відкриття першої черги лікарні президент Букеле заявив, що це буде найбільша лікарня в Латинській Америці, побудована виключно для лікування хворих коронавірусною хворобою із запланованою кінцевою потужністю на 1000 ліжок інтенсивної терапії.

### Вересень 2021 року
25 вересня президент Наїб Букеле заявив, що Сальвадор почне вводити третю дозу вакцини проти COVID-19 різним групам населення, включаючи людей похилого віку, медичних працівників і осіб з хронічними захворюваннями.

## Вакцинація
Сальвадор є однією з провідних країн Центральної Америки щодо вакцинації проти COVID-19. Станом на кінець травня 2021 року в Сальвадорі було введено 28,11 доз на 100 жителів, що відповідає 1832228 дозам вакцини. Загальний запас вакцин у Сальвадорі станом на травень 2021 року становив 4 мільйони доз, якими можна охопити 30,8 % населення Сальвадору. 417 тисяч доз було доставлено через механізм COVAX, глобальну ініціативу задля дотримання справедливого доступу до вакцин проти COVID-19. Крім того, Сальвадор отримав частину вакцини в результаті вакцинальної дипломатії, зокрема 150 тисяч доз вакцини «Коронавак», подарованої Китаєм, разом із 2 мільйонами доз китайської вакцини, який закуплений за державний кошт. Решта доз вакцини складала вакцина AstraZeneca, яку закупила країна. Президент Сальвадору Наїб Букеле пожертвував тисячі доз вакцини кільком містам Гондурасу відповідь на прохання про її постачання, яке мери гондураських міст опублікували в соціальних мережах.